# Gustav Lantschner
Gustav Lantschner (n. 12 august 1910, Innsbruck, Austria – d. 19 martie 2011, Krailling, Bavaria, Germania) a fost un actor ce a reprezentat Austria, medaliat olimpic. A participat la o ediție a Jocurilor Olimpice (1936) în care a câștigat o medalie de argint.

## Participări
Lista de mai jos prezintă principalele competiții la care a participat Gustav Lantschner de-a lungul carierei.
- alpine skiing at the 1936 Winter Olympics – men's combined[*]